# ويليام روبنسون (سياسي نيوزلندي)
ويليام روبنسون (بالإنجليزية: William Robinson)‏ هو فلاح وسياسي نيوزلندي، ولد في 4 مايو 1814 في المملكة المتحدة، وتوفي في 9 سبتمبر 1889 بكرايستشرش في نيوزيلندا. انتخب Member of the Legislative Council of New Zealand ‏ (4 مايو 1869 – 9 سبتمبر 1889).